# داستان نفرت ۳
داستان نفرت ۳ (انگلیسی: Hate Story 3) یک فیلم در ژانر هیجانی و شهوانی نوشتهٔ ویکرام بات و به کارگردانی ویشال پاندیا محصول سال ۲۰۱۵ هند است.

## بازیگران
- کاران سینگ گروور در نقش Saurav Singhania / Karan
- زرین خان در نقش Siya Diwan
- شارمان جوشی در نقش Aditya Diwan
- دیزی شاه در نقش Kaya Sharma
- Prithvi Zutshi در نقش Vaswani
- پریانشو چاترجی در نقش Vikram Diwan (Cameo)
- Puja Gupta Special appearance in song "Neendein Khul Jaati Hain"
- شیوانیا ماستانیت کوار در نقش Avanthika